# XENON (експеримент)
XENON — дослідницький проект по вивченню темної матерії, який проводиться в лабораторії Гран Сассо в Італії. Дослідницька лабораторія знаходиться глибоко під землею, де вчені ставлять експерименти, намагаючись виявити і дослідити частинки темної матерії. Дослідники вважають, що ці слабко взаємодіючі масивні частинки (англ. Weakly interacting massive particles — WIMP) можна виявити, якщо фіксувати рідкі ядерні розпади і збурення в закритій камері, наповненій ксеноном. Теперішній детектор складається із двофазної часової проєкційної камери (ЧПК).
Експеримент виявляє сцинтиляції та іонізації, які виникають внаслідок взаємодії частинок з рідким ксеноном, що дає можливість виявити проходження реакцій ядерного розпаду. Фіксація такого явища створить перше пряме експериментальне підтвердження існування частинок, які є кандидатами в темну матерію. В голові групи вчених-дослідників стоїть італійський фізик — професор колумбійського університету Єлена Апріле .

## Принцип детектора

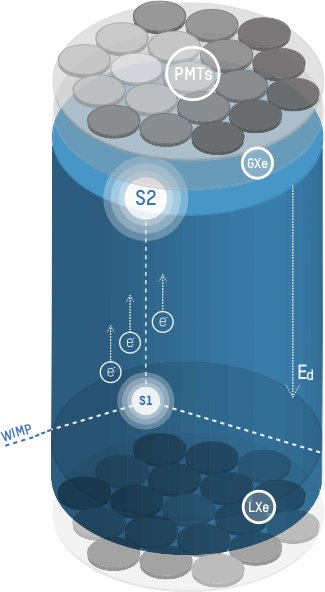
Схема роботи двофазної ЧПК (Часова проєкційна камера)

В експерименті XENON використовується двофазна часова проєкційна камера (англ. Time projection chamber — TPC), яка в нижній частині заповнена рідким ксеноном, а у верхній — газоподібним. Два масиви фотопомножувальних труб (ФПТ), один зверху детектора, де речовина в газоподібному стані (GXe), а інший — під рідким шаром ксенону (LXe), забезпечують детектування сцинтиляцій та світлової електролюмінесценції, коли заряджені частинки взаємодіють з речовиною в детекторі. Ділянка з активною речовиною детектора (рідкий та газоподібний газ) пронизана електричними полями. Електричне поле в газоподібній області повинно бути значно потужніше, щоб мати змогу вирвати електрони із області з рідкою речовиною.
Взаємодії частинок в рідкій речовині породжують сцинтиляції та іонізації. Швидкий спалах сцинтиляційного світіння породжує випромінювання ультрафіолетових фотонів із довжиною хвилі 178 нм. Цей сигнал фіксується у фотопомножувальних трубах (ФПТ) і позначається як сигнал S1. Ця методика достатньо чутлива, щоб детектувати одиничні фотоелектрони. Електричне поле, яке проходить через установку, забезпечує рекомбінацію всіх електронів, які утворились після взаємодії із зарядженими частинками у ЧПК. Ці електрони під впливом електричного поля зміщаються доверху області з рідким ксеноном. Потім іонізаційні частинки зміщаються в область газоподібного стану набагато сильнішим електричним полем. Це поле прискорює електрони до тієї межі, поки вони не утворять пропорційний сцинтиляційний сигнал, який фіксується у ФПТ і позначається як S2.
Детектор дозволяє отримати повну тривимірну картину процесу взаємодії частинок.. Електрони в області рідкого ксенону мають рівномірну швидкість зміщення у верхню область. Це дозволяє визначити глибину події, де сталась взаємодія, через затримки між сигналами S1 та S2. Точне місце події у координатній шкалі x-y отримують через розрахунок числа фотонів, які були зафіксовані кожною із ФПТ. У повній тривимірній картині координатною міткою (фідукційною областю) в детекторі є область біля нижньої стінки часової проєкційної камери в області рідкої речовини. В цій фідукційній області значно знижена кількість сторонній подій в порівнянні із регіоном, де відбувається їх активне детектування через самоекрануючі властивості рідкого ксенону. Це дозволяє отримати набагато вищу чутливість при реєстрації дуже рідких подій.
Очікується, що заряджені частинки, які пролітають через тіло детектору, будуть взаємодіяти і з електронами атомів ксенону, і з самими ядрами атомів ксенону. Для конкретної кількості енергії, яку вносять зіткнення частинок в детекторі, за допомогою відношення S2/S1 можна виділити та описати конкретно самі події ядерних та електронних зіткнень. Очікується, що це відношення буде більшим для електронних зіткнень, чим для ядерних.

## XENON10
Експеримент XENON10 проводився у підземній лабораторії Гран Сассо протягом березня 2006 року. Підземне розміщення лабораторії забезпечило екранування, еквівалентне шару води завтовшки 3100 метрів. Крім того, сам детектор був додатково екранований, щоб ще зменшити фоновий шум на ЧПК. Взагалі XENON10 розцінювався як прототип детектора, основним його призначенням було довести ефективність самої концепції XENON, а також перевірити досяжність тих чи інших граничних значень, чутливість та фонову потужність. Детектор XENON10 містив 15 кілограм рідкого ксенону. Розміри чутливого об'єму ЧПК становили 20 см у діаметрі та 15 см у висоту.

## XENON100

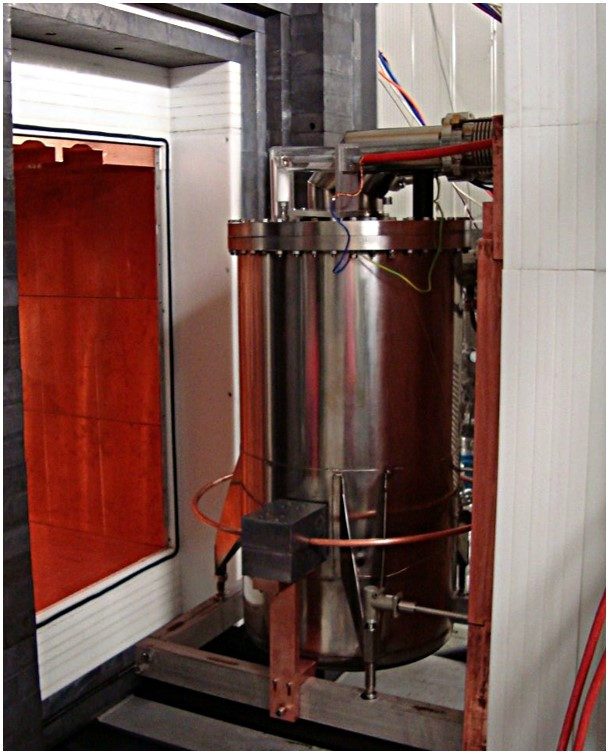
Кріостат і екран XENON100. Екран складається із зовнішньої оболонки, наповненої водою завтовшки 20 см, потім 20 см свинцевої обкладинки, потім 20 см поліетилену, і внутрішньої оболонки із 5-см шару міді.

Друга фаза детектора під назвою XENON100 містила уже 165 кг рідкого ксенону, із яких 62 кг припадало на область мішені, а все інше припадало на «active veto»-сенсор. ЧПК мала 30 см у діаметрі та 30 см заввишки.

## XENON1T
Будівництво третьої фази під назвою XENON1T почалося в залі B (Hall B) Гран Сассо у 2014 році. Проект детектора передбачає 3,5 тони ультра радіо-очищеного рідкого ксенону, із яких на фідукційну область буде припадати більше однієї тони. Детектор поміщений у наповнену водою оболонку заввишки 10 метрів, яка буде виконувати роль «мюонного вето». ЧПК буде мати 1 м у діаметрі та стільки ж у висоту.
На детекторі планується вивчити та протестувати деякі теоретичні моделі, що є кандидатами на суперсиметрію, такі як CMSSM.